# Вайолет Эвергарден
«Вайолет Эвергарден» (яп. ヴァイオレット・エヴァーガーデン Вайорэтто Эва:га:дэн) — ранобэ Каны Акацуки и иллюстратора Акико Такасэ. Аниме-адаптация ранобэ от студии Kyoto Animation транслировалась с января по апрель 2018 года. В июле 2018 года вышла дополнительная 14-я серия. Также по мотивам книг были запланированы два полнометражных продолжения. Первый фильм, «Вайолет Эвергарден: Вечность и призрак пера» вышел в японский прокат 6 сентября 2019 года, второй фильм, Violet Evergarden the Movie, был запланирован к выходу на 24 апреля 2020 года, но в связи с пандемией COVID-19 премьеру отложили на 18 сентября.

## Сюжет
Действие разворачивается в альтернативном мире, похожем на Европу во времена до и после Первой мировой войны. Давным-давно профессор Орландо — влиятельная фигура в полиграфической промышленности, изобрёл новую печатную машину для своей жены Молли, чтобы она могла писать романы после потери зрения. Машина получилась в виде небольшой прекрасной куклы. Вложив в своё изобретение сердце и надежды, профессор назвал его «самопишущая кукла» (яп. 自動手記人形 дзидо: сюки нингё:). В конце концов, его изобретение стало широко распространено, облегчая жизнь многим людям.
Теперь данное определение применяется к молодым и талантливым девушкам, чья работа заключается в грамотной передаче на бумаге мыслей малограмотного населения, либо для большего красноречия написанного, чаще всего в виде письма.
В центре основной истории Вайолет Эвергарден — молодая девушка, не помнящая ничего, кроме войны. Однако противостояние, поделившее континент на северную и южную части, закончилось, и теперь люди готовятся жить в новом времени. В решающем сражении Вайолет лишилась обеих рук выше локтя, которые теперь заменены на сверхфункциональные протезы, и была разделена с майором, который считается погибшим. Выписавшись из госпиталя, Вайолет по последней просьбе Гилберта была пристроена Клаудией Ходжинсом в новую семью. Сам бывший офицер армии Лейденшафтлиха после окончания четырёхлетней войны основал почтовое отделение «C.H.» в крупном портовом городе Лейден. Компания Клаудии осуществляет регулярные почтовые пересылки и предоставляет услуги самопишущих кукол. Заинтересованная работой кукол Вайолет решает присоединиться к ним. Таким образом, девушке, за всю жизнь не знавшей ничего, кроме войны, предстоит научиться испытывать чувства, наблюдая за различными людьми, которым требуется выразить свои эмоции через письма тем, кто им дорог, а также узнать судьбу майора Гилберта Бугенвиллеи и понять смысл его последних слов, адресованных ей: «Я люблю тебя» (яп. 愛してる Айситэру).

## Персонажи

### Главные герои
Вайолет Эвергарден (яп. ヴァイオレット・エヴァーガーデン Вайорэтто Эва:га:дэн) — 14-летняя главная героиня, новичок в почтовой компании «C.H.». Будучи ещё ребёнком, попадает на военную службу под командованием майора Гилберта Бугенвиллеи. На войне приобрела множество полезных навыков, поэтому без труда может расправиться с группой вооружённых людей. Потеряв руки, которые теперь заменены протезами из алмазного шпата, и страдая от временной амнезии в конце войны, Вайолет вступает в новую жизнь и становится самопишущей куклой, чтобы узнать смысл слов, которые услышала от Гилберта во время их последней миссии. Изначально практически не понимает человеческих чувств, но по ходу повествования меняется и обретает смысл существования и нечто дорогое своему сердцу.
Сэйю: Юи Исикава
Гилберт Бугенвиллея (яп. ギルベルト・ブーゲンビリア Гирубэруто Бу:гэнбириа) — майор армии Лейденшафтлиха, выходец из семьи аристократов. Во время войны Дитфрид доверил ему заботу о маленькой Вайолет, которую он нашёл, потерпев кораблекрушение на одном из островов. Ценит Вайолет больше, чем кто-либо ещё. Хотел, чтобы после окончания войны девочка жила нормальной жизнью. Его последние слова «Я люблю тебя» дали возможность Вайолет двигаться дальше. В конце войны был серьёзно ранен и пропал без вести.
Сэйю: Дайсукэ Намикава
Клаудия Ходжинс (яп. クロウディア・ホッジンズ  Куро:диа Ходдзиндзу) — президент и основатель почтовой компании «C.H.», бывший армейский офицер и лучший друг Гилберта. Основал свою фирму, видя насущную потребность почтовых услуг в городе. По просьбе Гилберта берёт Вайолет под свою опеку. По всей видимости знает, что случилось с майором, но скрывает это от Вайолет.
Сэйю: Такэхито Коясу

### Почтовая компания «C.H.»
Каттлея Бодлер (яп. カトレア・ボードレール Каторэа Бо:дорэ:ру) — самопишущая кукла. Удивительно женственная и сильная девушка. Очень любопытная, иногда бывает высокомерной. Чаще всего помогает людям, томящимся от любви. Раньше была танцовщицей. Знала Ходжинса ещё до того, как стала работать на почте.
Сэйю: Ая Эндо
Эрика Браун (яп. エリカ・ブラウン Эрика Бураун) — самопишущая кукла. Она плохо взаимодействует и общается с клиентами, но продолжает работать над собой, вдохновившись романом, написанным слепой писательницей Молли Орландо.
Сэйю: Минори Тихара
Айрис Каннари (яп. アイリス・カナリー Айрису Канари:) — самопишущая кукла. Начала работать в почтовой компании «C.H.» гораздо позже Эрики. Родом из маленькой фермерской деревни Казали. Айрис всегда восхищалась имиджем работающей женщины. Стремится стать лучшей самопишущей куклой в Лейдене.
Сэйю: Харука Томацу
Бенедикт Блю (яп. ベネディクト・ブル Бэнэдикуто Буру) — почтальон. Ведёт себя грубо, но в глубине души хороший человек. Носит обувь на каблуках и в целом выглядит довольно женственно. Называет Вайолет «Ви», часто вмешивается в её дела, потому что беспокоится за неё. Постоянно спорит с Каттлеей. В будущем собирается стать главой компании «C.H.» после Ходжинса.
Сэйю: Коки Утияма
Роланд (яп. ローランド Ро:рандо) — один из почтальонов компании.
Сэйю: Рики Кагами
Люкс Сивилла (яп. ラックス・シビュラ Раккусу Сибюра) — нежная девушка с сильным характером. Её почитали как полубога на острове-утопии Шевалье. Будучи спасённой Вайолет, стала работать на почтовую компанию «C.H.».

### Прочие
Дитфрид Бугенвиллея (яп. ディートフリート・ブーゲンビリア Ди:тофури:то Бу:гэнбириа) — старший брат Гилберта. Бывший капитан военно-морского флота. Был тем, кто привёз маленькую Вайолет в страну, считая, что она послужит неплохим «оружием» в руках государства. После окончания войны держит обиду на Вайолет за то, что она не защитила брата.
Сэйю: Хидэнобу Киути
Тиффани Эвергарден (яп. ティファニー・エヴァーガーデン Тифани: Эба:га:дэн) — пожилая женщина, принявшая Вайолет в свою семью. Её сын погиб на войне.
Сэйю: Тосико Савада
Лукулия Мальборо (яп. ルクリア・モールバラ Рукуриа Мо:рубара) — самопишущая кукла, подружившаяся с Вайолет во время её обучения в школе самопишущих кукол. Живёт вместе со своим братом Спенсером.
Сэйю: Адзуса Тадокоро
Спенсер Мальборо (яп. スペンサー・モールバラ Супэнса: Мо:рубара) — старший брат Лукулии. Когда началась война, был отправлен на западный фронт, но сражений там почти не было. Из-за этого Спенсер не чувствовал, что делает что-то важное ради победы. Когда его родители отправились торговать в город Хёрн, западный фронт был прорван, в результате чего они погибли. Виня себя в случившемся, Спенсер по возвращении домой с войны стал гасить чувство вины выпивкой в баре или дома. Он отдалился от сестры, а та не знала, что сказать брату, чтобы его утешить. Лукулия рассказала историю своей семьи Вайолет. Позже та изложила чувства девушки в письме, которое отправила Спенсеру. Это помогло брату и сестре воссоединиться.
Сэйю: Субару Кимура; Ёко Хикаса (в детстве)
Роданте (яп. ローダンセ Ро:дансэ) — наставница в школе самопишущих кукол. В её классе учились Вайолет, Лукулия и Блюбелл.
Сэйю: Юкари Нодзава
Блюбелл Юноа (яп. ブルーベル・ユノア Буру:бэру Юноа) — ученица в школе самопишущих кукол, одноклассница Вайолет и Лукулии.
Сэйю: Сёко Юдзуки
Иберис Коноуэ (яп. イベリス・コノウエ Ибэрису Коноуэ) — ученица в школе самопишущих кукол, одноклассница Вайолет и Лукулии. Вновь встречается с ними в обсерватории Юстиции, куда были приглашены 80 кукол для переписи древних астрономических книг.
Сэйю: Мари Дой
Ирма Феличе (яп. イルマ・フェリーチェ Ирума Фэри:чэ) — оперная певица, потерявшая на войне возлюбленного. Ставит оперу по мотивам этого опыта, заказывает Вайолет либретто для финальной арии.
Сэйю: Ёко Хикаса, TRUE (исполнение арий)
Альдо Морини (яп. アルド・モリーニ Арудо Мори:ни) — дирижёр симфонического оркестра оперы, отец возлюбленного Ирмы.
Сэйю: Ёсито Ясухара
Хуго Морини (яп. フーゴ・モリーニ Фу:го Мори:ни) — сын Альдо, до призыва на фронт дирижировал оркестром. Не вернулся с войны.
Сэйю: Дайскэ Хиракава
Лион Стефанотис (яп. リオン・ステファノティス Рион Сутэфанотису) — сотрудник отдела астрономического отделения института Шахера, где изготавливают копии рукописей и следят за библиотекой. Без видимых на то причин ненавидит самопишущих кукол. Когда в отдел поступили очень редкие книги, и им понадобилась помощь самопишущих кукол, чтобы переписать их, Лион работал в паре с Вайолет. Сирота. Мать юноши была странствующей актрисой, а потом влюбилась и родила Лиона. Но однажды его отец исчез, после чего мать бросила мальчика и ушла на поиски мужа.
Сэйю: Юто Уэмура
Кайл Цениг (яп. カイル・ゼーニヒ Кайру Дзэ:нихи) — друг Леона. На переписи редких астрономических книг работал в паре с Иберис.
Сэйю: Дайсукэ Ёкота
Шарлотта Эбельфрея Дроссель (яп. シャルロッテ・エーベルフレイヤ・ドロッセル Сяруроттэ Э:бэруфурэя Дороссэру) — 14-летняя принцесса королевства Дроссель. Чтобы помирить две враждующие после войны державы, должна выйти замуж за принца Дамиана Балдура, который старше её на 10 лет. Их отношения открываются публике, когда они начинают обмениваться любовными письмами, написанными самопишущими куклами. Хотя Шарлотта искренне любит Дамиана, она думает, что её любовь не взаимна.
Сэйю: Мэгуми Накадзима
Дамиан Балдур Флюгель (яп. ダミアン・バルドゥール・フリューゲル Дамиан Баруду:ру Фурю:гэру) — 24-летний принц королевства Флюгель.
Сэйю: Кэндзиро Цуда
Альберта (яп. アルベルタ Арубэрута) — служанка Шарлотты. Очень любит принцессу и волнуется за неё.
Сэйю: Мами Кояма
Мать Айрис (яп. アイリスの母 Айрису но хаха) хочет, чтобы дочь поскорее вышла замуж, поэтому на празднование её дня рождения пригласила много молодых людей, надеясь, что кто-нибудь ей понравится.
Сэйю: Ёко Соми
Эймонн Сноу (яп. エイモン・スノウ Эймон Суно:) — друг детства Айрис, которому она призналась ему в своих чувствах, но была отвергнута.
Сэйю: Такуя Инагаки
Оскар Уэбстер (яп. オスカー・ウェブスター Осука: Уэбусута:) — известный драматург, который стал пьяным отшельником после потери жены и дочери. Стремясь написать свою первую детскую пьесу и посвятить её памяти своей дочери, он нанимает Вайолет. Благодаря помощи Вайолет он дописал историю, которую когда-то рассказывал Оливии.
Сэйю: Сатоси Таки
Оливия Уэбстер (яп. オリビア・ウェブスター Орибиа Уэбусута:) — дочь Оскара. После смерти матери вместе с отцом переехала в их летний дом, но вскоре заболела сама.
Сэйю: Саяка Сэмбонги
Клара Магнолия (яп. クラーラ・マグノリア Кура:ра Магунориа) — мать Энн, тяжело больная женщина. Боясь, что её дочь останется одна без её поддержки после её смерти, она попросила Вайолет написать 50 писем для Энн, на каждый её день рождения в течение 50-ти лет. До самой смерти старалась уделять всё своё время дочери.
Сэйю: Аяко Кавасуми
Энн Магнолия (яп. アン・マグノリア Ан Магунориа) — дочь Клары. Очень любит кукол. Зная о болезни матери, хотела провести с ней побольше времени.
Сэйю: Сумирэ Морохоси
Эйдан Филд (яп. エイダン・フィールド Эйдан Фи:рудо) — солдат фракции, сражающийся за Ктригал, страну, находящуюся в состоянии гражданской войны с экстремистами, которые хотят возобновления военных действий. Не зная, что делать со своими деньгами, решил воспользоваться услугами самопишущих кукол. Был смертельно ранен в ходе вражеского нападения на лагерь в Менасе. Перед смертью просит Вайолет написать письма для родителей и подруги детства Марии.
Сэйю: Синтаро Асанума
Бригадный генерал Меркулов (яп. メルクーロフ准将 Мэруку:рофу дзюнсё:) — глава экстремистов, выступающих против заключения мирного договора между Лейденшафтлихом и Империей Гардарик. Хотел продолжения войны и отказывался сдаваться. Он и его люди планировали взорвать поезд, перевозящий персонал «C.H.». Вступив в бой с Вайолет и Дитфридом и потерпев поражение, намекнул им на взрывчатку на мосту и спрыгнул с поезда в реку.
Сэйю: Косэй Хирота

## Медиа

### Ранобэ
В 2014 году ранобэ было удостоено главного приза на пятом конкурсе Kyoto Animation Award, став первой работой, получившей главный приз в любой из трёх категорий (роман, сценарий, манга). Violet Evergarden стал первым романом-победителем со времени учреждения конкурса Kyoto Animation Award. Kyoto Animation опубликовала первый том 25 декабря 2015 года под лейблом KA Esuma Bunko. 26 декабря 2016 года вышел 2-й том ранобэ. Violet Evergarden Gaiden вышла 23 марта 2018 года. 21 февраля 2020 было объявлено о том, что третьей книгой в рамках «марафона KA Esuma Bunko 2020» станет заключительная часть истории Вайолет, Violet Evergarden After Story.

#### Список томов ранобэ
| №          | Дата публикации | ISBN                   |
| ---------- | --------------- | ---------------------- |
| 1          | 25 декабря 2015 | ISBN 978-4-907064-43-3 |
| 2          | 26 декабря 2016 | ISBN 978-4-907064-44-0 |
| Gaiden     | 23 марта 2018   | ISBN 978-4-907064-81-5 |
| Ever After | 27 марта 2020   | ISBN 978-4-910052-04-5 |

### Аниме
Аниме было анонсировано в мае 2016 года. Режиссировал экранизацию Таити Исидатэ, ранее снявший аниме Kyoukai no Kanata, сценарий писала Рэйко Ёсида. Дизайн персонажей Акико Такасэ. Музыка Эвана Колла. Звукорежиссёр Ёта Цуруока. 13-серийный аниме-сериал выходил с 11 января по 4 апреля 2018 года с несколькими предварительными показами: в июне 2017 года Kyoto Animation объявила, что в Anime Expo, AnimagiC и C3 AFA Singapore 2017 состоится предпоказ первой серии. Вторая серия была впервые показана на мероприятии «KyoAni and Do Fan Days 2017» 21 октября 2017 года, 3-й эпизод был показан в пяти кинотеатрах в Японии 10 декабря 2017 года. 13-серийный аниме-сериал транслировался с 11 января по 4 апреля 2018 года в Японии, а также на Netflix с переводом на европейские языки на день позже японской ТВ-трансляции. 14-й спецэпизод/OVA, действие которого происходит между событиями 4-й и 5-й серий, вышел 4 июля 2018 года в комплекте с последним томом BD/DVD. Anime Limited приобрела права на сериал для домашнего просмотра в Великобритании и Ирландии и представила первый эпизод на MCM London Comic Con 28 октября 2017 года. Madman Entertainment приобрела права на сериал для домашнего просмотра в Австралии и Новой Зеландии. Сериал победил в категории «Лучшая анимация» на Crunchyroll Anime Awards 2019 года.
На оби к Violet Evergarden Gaiden было объявлено, что «новый проект» находится в стадии разработки и что это будет совершенно новое аниме. В июле 2018 года на специальном мероприятии было объявлено, что вышеупомянутый новый проект будет аниме-фильмом с новым сюжетом, премьера которого изначально была запланирована на 10 января 2020 года, но после поджога студии в 2019 году была отложена до 24 апреля 2020 года, а позже, из-за пандемии COViD-19, на 18 сентября.
Премьера аниме-фильма спин-оффа под названием Violet Evergarden Gaiden: Eien to Jidou Shuki Ningyou, или Violet Evergarden: Eternity and the Auto Memory Doll состоялась 3 августа 2019 года в Германии на конвенции AnimagiC. В Японии же фильм вышел 6 сентября 2019 года. Режиссёром фильма выступила Харука Фудзита, которая работала ранее над некоторыми сериями основного сериала. В титрах фильма указаны имена погибших в результате произошедшей на студии трагедии сотрудников, задействованных в работе над этим фильмом, в знак памяти и благодарности. Madman Entertainment лицензировала аниме для показа в Австралии и Новой Зеландии. Фильм вышел в кинотеатрах Австралии 5 декабря 2019 года и 12 декабря 2019 года в Новой Зеландии. Права на демонстрацию фильма на русском языке были куплены дистрибьютором «Ракета релизинг», а дубляжом и субтитрами занималась компания Reanimedia. Старт широкого кинопроката фильма в РФ под названием «Вайолет Эвергарден: Вечность и призрак пера» стартовал 21 ноября 2019 года, 10 и 17 ноября прошли предварительные показы в Москве и Санкт-Петербурге соответственно, на московском присутствовал режиссёр дубляжа Александр Фильченко.
Открывающая тема
- «Sincerely».

Исполняет: TRUE.
Закрывающие темы
- «Michshirube» (яп. みちしるべ, Митисирубэ)

Исполняет: Минори Тихара.
- «Believe in…» (эп. 9)

Исполняет: Айра Юки.
- «Aimée» (яп. エイミー Эйми:) («Вечность и призрак пера»)

Исполняет Минори Тихара.
Insert song
- «Violet Snow» (эп. 13)

Исполняет: Айра Юки.

#### Список серий аниме
| №                | Название | Режиссёр                                   | Сценарист(ы)     | Премьера в Японии    |
| ---------------- | --- | ------------------------------------------ | ---------------- | -------------------- |
| 1                | «I Love You» and Auto Memory Dolls/«Я люблю тебя» и самопишущие куклы ««Айситэру» то дзидо: сюки нингё:» (「愛してる」と自動手記人形)                                                                                       | Таити Исидатэ, Харука Фудзита, Симпэй Сава | Рэйко Ёсида      | 11 января 2018 года  |
| 2                | Never Coming Back/Не вернётся «Модоттэконай» (「戻って来ない」) | Харука Фудзита                             | Рэйко Ёсида      | 18 января 2018 года  |
| 3                | May You Be an Exemplary Auto Memory Doll/Да станешь ты образцовой самопишущей куклой «Аната га ёки дзидо: сюки нингё: ни наримасу ё: ни» (「あなたが、良き自動手記人形になりますように」)                                   | Нориюки Китанохара                         | Тацухико Ураката | 25 января 2018 года  |
| 4                | You Won't be a Tool, but a Person Worthy of that Name/Ты будешь человеком, достойным этого имени, а не инструментом «Кими ва до:гу дэ наку, соно на га ниау хито ни нару н да» (君は道具でなく、その名が似合う人になるんだ) | Симпэй Сава                                | Рэйко Ёсида      | 1 февраля 2018 года  |
| 5                | You Write Letters That Bring People Together?/Ты пишешь письма, что соединяют сердца? «Хито о мусубу тэгами о каку но ка?» (人を結ぶ手紙を書くのか?)                                                                        | Харука Фудзита, Симпэй Сава                | Такааки Судзуки  | 8 февраля 2018 года  |
| 6                | Somewhere, Under a Starry Sky/Где-нибудь под звёздным небом «Доко ка но хосидзора но сита дэ» (どこかの星空の下で) | Ёсидзи Кигами                              | Тацухико Ураката | 15 февраля 2018 года |
| 7                | (「 」) | Такуя Ямамура                              | Рэйко Ёсида      | 22 февраля 2018 года |
| 8                | | Симпэй Сава                                | Рэйко Ёсида      | 1 марта 2018 года    |
| 9                | Violet Evergarden/Вайолет Эвергарден «Вайорэтто Эва:га:дэн» (ヴァイオレット・エヴァーガーデン) | Ясухиро Такэмото                           | Рэйко Ёсида      | 8 марта 2018 года    |
| 10               | Loved Ones Will Always Watch Over You/Любящие всегда будут присматривать за тобой «Айсуру хито ва дзутто мимамоттэйру» (愛する人はずっと見守っている)                                                                       | Таити Огава                                | Рэйко Ёсида      | 15 марта 2018 года   |
| 11               | I Don't Want Anybody Else To Die/Я не хочу, чтобы кто-то ещё умер у меня на руках «Мо:, дарэ мо синасэтакунай» (もう、誰も死なせたくない)                                                                                   | Нориюки Китанохара                         | Тацухико Ураката | 22 марта 2018 года   |
| 12               | | Симпэй Сава, Такуя Ямамура                 | Рэйко Ёсида      | 29 марта 2018 года   |
| 13               | Auto Memory Doll And "I Love You"/Самопишущая кукла и «Я люблю тебя» «Дзидо: сюки нингё: то «Айситэру»» (自動手記人形と「愛してる」)                                                                                        | Таити Исидатэ, Харука Фудзита              | Рэйко Ёсида      | 4 апреля 2018 года   |
| 14 (Special/OVA) | Surely, Someday You Will Understand "Love"/Когда и ты узнаешь, что такое «любовь» «Китто «ай» о сиру хи га куру но даро» (きっと"愛"を知る日が来るのだろう)                                                                 | Таити Исидатэ, Харука Фудзита, Таити Огава | Тацухико Ураката | 4 июля 2018 года     |

## Восприятие

### Награды
| Год  | Награда                  | Категория                   | Результат |
| ---- | ------------------------ | --------------------------- | --------- |
| 2014 | Kyoto Animation Award    | «Лучшая новелла»            | Победа    |
| 2014 | Kyoto Animation Award    | «Лучший сценарий»           | Победа    |
| 2014 | Kyoto Animation Award    | «Лучшая манга»              | Победа    |
| 2019 | Crunchyroll Anime Awards | «Аниме года»                | Номинация |
| 2019 | Crunchyroll Anime Awards | «Лучшая анимация»           | Победа    |
| 2019 | Crunchyroll Anime Awards | «Лучший протагонист»        | Номинация |
| 2019 | Crunchyroll Anime Awards | «Лучший режиссёр»           | Номинация |
| 2019 | Crunchyroll Anime Awards | «Лучший дизайн персонажей»  | Номинация |
| 2019 | Crunchyroll Anime Awards | «Лучшие актёры озвучивания» | Номинация |
| 2021 | Tokyo Anime Award        | «Полнометражный фильм года» | Победа    |